# Justyna Nazarczyk
Justyna Nazarczyk (ur. 27 listopada 1981) – polska piłkarka grająca na pozycji obrończyni.

## Kariera
Pochodzi z Łodzi. Zawodniczka Saveny Warszawa, a następnie AZS Wrocław, z którym w latach 2003–2007 pięciokrotnie sięgała po mistrzostwo kraju, trzykrotnie wywalczyła Puchar Polski (2002/03, 2003/04, 2006/07) a raz była jego finalistką (2005/06). Występowała w edycjach II-VI kobiecego Pucharu UEFA, podczas których rozegrała 20 spotkań i strzeliła 3 gole. Od 2021 r. jest zawodniczką amatorskiego zespołu FC B/S/H United we Wrocławiu. Występowała również w drużynie futsalowej Zorza Pęgów.
Występowała w reprezentacji Polski U-18. W seniorskiej kadrze narodowej zadebiutowała 29 kwietnia 2000 w Gusswerk, w wygranym 3:2 meczu eliminacyjnym do mistrzostw Europy 2001 przeciwko Austrii. Uczestniczka eliminacji do mistrzostw Europy 2005 i 2009 oraz eliminacji do mistrzostw świata 2003 (klasa B) i 2007. W latach 2000–2009 rozegrała w drużynie narodowej 56 oficjalnych meczów międzypaństwowych, strzelając w nich 6 bramek.